# FC Penafiel
Futebol Clube Penafiel je portugalský fotbalový klub z města Penafiel na severozápadě Portugalska. Byl založen v roce 1951 a své domácí zápasy hraje na Estádio Municipal 25 de Abril s kapacitou 6 500 míst.
Klubové barvy jsou červená a černá.